# 梅克西
梅克西（法語：Mexy，法語發音：[mɛksi]）是法国默尔特-摩泽尔省的一个市镇，位于该省北部，属于布里埃区。

## 地理
梅克西（49°30'1"N, 5°46'57"E）面积4.9 平方千米，位于法国大東部大區默尔特-摩泽尔省，该省份为法国东北部内陆省份，是洛林的一部分，北邻比利时、卢森堡，北起顺时针与摩泽尔省、下莱茵省、孚日省和默兹省接壤。
与梅克西接壤的市镇（或旧市镇、城区）包括：舍尼耶尔、欧库尔-穆莱讷、埃尔瑟朗日、隆维、雷翁。

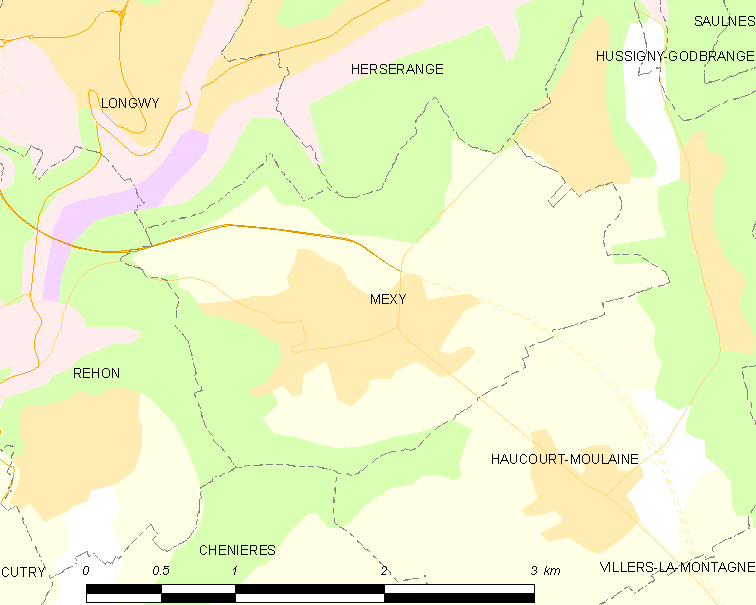
梅克西的OSM定位图

梅克西的时区为UTC+01:00、UTC+02:00（夏令时）。

## 行政
梅克西的邮政编码为54135，INSEE市镇编码为54367。

## 政治
梅克西所属的省级选区为隆维县。

## 人口

1962-2008年间梅克西人口变化图示

梅克西于2022年1月1日时的人口数量为2303人。